# Cherie Currie
Cherie Currie, all'anagrafe Cherie Ann Currie (Encino, 30 novembre 1959), è una cantante e attrice statunitense.
È stata la cantante delle Runaways, una band hard rock di Los Angeles formatasi verso la metà degli anni settanta.

## Biografia
I genitori di Cherie erano Don Currie e l'attrice Marie Harmon. Entrambe le sue sorelle sono attrici Sondra Currie e la sua gemella Marie Currie (ex-moglie di Steve Lukather, chitarrista dei Toto). Cherie era la cantante leader di un gruppo rock tutto al femminile The Runaways, le altre componenti erano Joan Jett, Lita Ford, Sandy West e Jackie Fox. Il magazine Bomp! l'ha definita come "La figlia non riconosciuta di Iggy Pop e Brigitte Bardot". La Currie, appena quindicenne, entra a far parte delle Runaways nel 1975, reclutata dal manager della band Kim Fowley. L'inno delle rock-teenager Cherry Bomb è stato scritto per lei alla sua prima audizione.
Il suo impatto con il pubblico è oggetto di opinioni contrastanti: un critico ha messo in dubbio il fatto che le Runaways abbiano conquistato nuovi territori per le rock band femminili: "è improbabile che la maggioranza del pubblico maschile che accorreva a vedere la sedicenne [Currie] indossare biancheria intima sul palco fosse in grado di recepirne il sottotesto femminista".
Dopo la registrazione di tre album con le Runaways, (The Runaways, Queens of Noise e Live in Japan), Cherie incide due album solisti (Beauty's Only Skin Deep, per la PolyGram, e Messin' With The Boys, con la sorella gemella Marie per Capitol). Lavora poi come attrice per il cinema (A donne con gli amici, Mutanti, Wavelength, Ai confini della realtà, The Rosebud Beach Hotel, Miss Miliardo: una favola moderna), e per la televisione, apparendo come ospite in programmi come Matlock, La signora in giallo e altri.
La Currie ha scritto l'autobiografia Neon Angel. The Cherie Currie Story sui suoi anni giovanili, in origine pubblicata negli anni ottanta e poi riscritta dalla stessa autrice nel 2010 con il titolo di Neon Angel. A Memoir of a Runaway e l'aggiunta di numerosi dettagli "adulti" che erano stati omessi nella prima versione. Il libro ruota intorno alla sua famiglia disfunzionale, la sua lotta con droga e alcool, l'abuso sessuale e le sue giornate con le Runaways. Da questo libro è tratto il film biografico-drammatico del 2010 prodotto da Joan Jett The Runaways, nel quale Currie è interpretata da Dakota Fanning. Grazie al successo del film Cherie si è riavvicinata al mondo della musica e ha rinnovato l'amicizia con Joan Jett, con la quale non parlava da anni. Inoltre Joan e Cherie hanno modernizzato la canzone che le ha rese famose Cherry Bomb per il videogioco Guitar Hero: Warriors of Rock
Nel 2008 ha contribuito alla creazione del libro Cherry Bomb di Carrie Borzillo-Vrenna.
Currie si dedica all'attività della scultura del legno con la motosega.
L'ex batterista dei Guns N' Roses, Matt Sorum, ha dato gli ultimi ritocchi all'album di Cherie Currie, Blvds Of Splendor,  al quale stava lavorando dal 2010 ma è stato pubblicato nel 2019 e primo album di Cherie dal 1980. Al disco hanno collaborato: Slash, Duff McKagan, The Veronicas, Juliette Lewis, Courtney Love e Billy Corgan degli Smashing Pumpkins.

## Vita privata
Cherie si è sposata negli anni novanta con l'attore Robert Hays e insieme a lui ha avuto un figlio, Jake Hays. In seguito i due hanno divorziato.

## Discografia

### Con le Runaways

#### Album in studio
- 1976 – The Runaways
- 1977 – Queens of Noise

#### Album live
- 1977 - Live in Japan

### Solista

#### Album in studio
- 1978 – Beauty's Only Skin Deep
- 1980 – Messin' With The Boys (con Marie Currie)
- 2015 – Reverie
- 2019 – Blvds of Splendor
- 2019 – Motivator (con Brie Howard Darling)

#### Album dal vivo
- 2016 – Cherie Currie Midnight Music in London Live

#### Raccolte
- 1980 – Flaming Schoolgirls (con The Runaways)
- 2000 – 80's Collection

#### Singoli
- 1977 – Call Me At Midnight
- 1978 – Beauty's Only Skin Deep
- 1978 – Science Fiction Daze
- 1989 – Instant Karma! (We All Shine On) (con Tater Totz)
- 1998 – Cherry Bomb (con The Streetwalkin' Cheetahs)
- 2002 – Cherry Bomb (con Joan Jett and The Blackhearts)
- 2013 – Rock This Christmas Down (con Lita Ford)
- 2019 – Leader of the Pack (con James Williamson)

## Filmografia

### Cinema
- A donne con gli amici (Foxes), regia di Adrian Lyne (1980)
- Mutanti (Parasite), regia di Charles Band (1982)
- Episodio: Prigionieri di Anthony di Ai confini della realtà (Twilight Zone: The Movie), regia di Joe Dante (1983)
- Wavelength, regia di Mike Gray (1983)
- The Rosebud Beach Hotel, regia di Harry Hurwitz (1984)
- Miss Miliardo: una favola moderna (Rich Girl), regia di Joel Bender (1991)

### Televisione
- La signora in giallo (Murder, She Wrote) – serie TV, episodio 1x04 (1984)
- Matlock - serie TV (1990-1991)
- Warehouse 13 - serie TV (2013)

## Libri
- (EN) Neon Angel. The Cherie Currie Story.
- (EN) Neon Angel. A Memoir of a Runaway.